# Lukas Hupfauf
Lukas Hupfauf (* 11. September 1996 in Österreich) ist ein österreichischer Fußballspieler.

## Karriere
Hupfauf begann seine Karriere beim SV Matrei. 2008 wechselte er zum Innsbrucker AC. Nachdem er noch für die SVG Reichenau gespielt hatte, kam er 2010 in die AKA Tirol.
Im Jänner 2014 wechselte er zu den Amateuren des FC Wacker Innsbruck. Sein Debüt in der Regionalliga gab er im März 2014 gegen den SV Seekirchen 1945.
Im Oktober 2015 stand Hupfauf erstmals im Kader der Profis. Sein Debüt in der zweiten Liga gab er im Mai 2017, als er am 35. Spieltag der Saison 2016/17 gegen den SV Horn in der 79. Minute für Felipe Dorta eingewechselt wurde.
Im Juni 2017 erhielt er einen Profivertrag. Mit Innsbruck stieg er 2018 in die Bundesliga auf. Mit Wacker musste er 2019 wieder aus der Bundesliga absteigen. Nach dem Abstieg wurde er zur Saison 2019/20 Kapitän der Innsbrucker. Im Februar 2022 wurde Hupfauf aus nicht näher genannten Gründen beurlaubt. Somit war seine Laufbahn bei Wacker nach 93 Bundes- und Zweitligaeinsätzen zu Ende. Das finanziell gebeutelte Wacker konnte im April 2022 die Gehälter der Spieler nicht mehr bezahlen, woraufhin es den Spielern frei stand, den Klub zu verlassen. Der ohnehin beurlaubte Hupfauf machte von diesem Recht Gebrauch und beendete seinen Vertrag Anfang Mai 2022 vorzeitig.
Daraufhin wechselte er im August 2022 nach Deutschland zum Regionalligisten FSV Frankfurt. Für Frankfurt absolvierte er insgesamt 26 Partien in der Regionalliga. Zur Saison 2024/25 kehrte er nach Österreich zurück und wechselte zum Regionalligisten SVG Reichenau, für den er bereits in seiner Jugend gespielt hatte.